# هيرويوكي ساوانو
هيرويوكي ساوانو (澤野弘之 ساوانو هيرويوكي) هو ملحن ياباني ولد في 12 سبتمبر 1980 في طوكيو.

## دراسته
تخرج من جامعة واسيدا.

## أعماله في السينما اليابانية
- كاتش آ ويف
- أغنية الفظائع
- زهرة الظل
- هيغانجيما
- بوكس!
- بلاتينوم داتا

## أعماله في الدراما اليابانية
- نرس آوي (بالتعاون مع يوكو فوكوشيما)
- إيريو: تيم ميديكال دراغون (بالتعاون مع شين كونو)
- إيريو: تيم ميديكال دراغون 2 (بالتعاون مع شين كونو)
- إيريو: تيم ميديكال دراغون 3 (بالتعاون مع شين كونو)
- إيريو: تيم ميديكال دراغون 3 (بالتعاون مع شين كونو و كي يوشيكاوا)
- أغنية الشمس
- برج طوكيو (بالتعاون مع شين كونو)
- رهان الوحدة
- بوم بي من
- هاتشي ون دايفر
- ماؤو
- بريزونر
- ترايانغل (بالتعاون مع يوكي هاياشي)
- بوس (بالتعاون مع تاكافومي وادا و يوكي هاياشي)
- فتاتي (بالتعاون مع تاكافومي وادا)
- الرجل الصريح (بالتعاون مع تاكافومي وادا)
- قوانين مارومو (بالتعاون مع يوتاكا يامادا)
- الذنب المقدر (بالتعاون مع تاكافومي وادا و كينغو توكوساشي)
- جبل ماركس
- لينك (بالتعاون مع أسامي تاتشيبانا)
- ماري
- ازمة: مكتب الامن العام وحدة التحقيق الخاصة (بالتعاون مع KOHTA YAMAMOTO)
- الإشارة (2019) (بالتعاون مع KOHTA YAMAMOTO)

## أعماله في السينما الشرقية
- ثندربولت فانتسي: سيف الحياة والموت
- ثندربولت فانتسي: أغنية الغرب (بالتعاون مع تاكافومي وادا)

## أعماله في الدراما الشرقية
- ثندربولت فانتسي
- ثندربولت فانتسي 2 (بالتعاون مع تاكافومي وادا)
- ثندربولت فانتسي 3 (بالتعاون مع KOHTA YAMAMOTO و تاكافومي وادا)

## أعماله في التوكوساتسو
- غارو (بالتعاون مع BUDDY ZOO و يوشيتشيكا كورياما)
- غارو سبيشال: وحش الليلة البيضاء (بالتعاون مع يوشيتشيكا كورياما، شيهو تيرادا، هيروكازو أوتا و شينجي كينوشيتا)

## أعماله في الأنمي

### مسلسلات أنمي تلفزيونية
- Soul Link
- لازورد أكثر بريقاً من وقت ما قبل الفجر Crescent Love
- كيشين تايسن جيجانتيك فورميولا
- زومبي-لون
- سنغوكو باسارا
- سنغوكو باسارا تو
- الإكسورسيست الأزرق
- الإكسورسيست الأزرق: ملك كيوتو الملوث (بالتعاون مع KOHTA YAMAMOTO)
- غيلتي كراون
- هجوم العمالقة
- هجوم العمالقة Season 2
- هجوم العمالقة Season 3
- هجوم العمالقة The Final Season (بالتعاون مع KOHTA YAMAMOTO)
- كيل لا كيل
- ألدنوا زيرو
- الخطايا السبع المميتة (بالتعاون مع تاكافومي وادا في النصف الثاني)
- الخطايا السبع المميتة: تلميحات الحرب المقدسة (بالتعاون مع تاكافومي وادا)
- الخطايا السبع المميتة: إعادة إحياء الوصايا (بالتعاون مع تاكافومي وادا و KOHTA YAMAMOTO)
- الخطايا السبع المميتة: غضب الملوك (بالتعاون مع تاكافومي وادا و KOHTA YAMAMOTO)
- الخطايا السبع المميتة: قضاء الغضب (بالتعاون مع تاكافومي وادا و KOHTA YAMAMOTO)
- سيراف النهاية (منتج الموسيقى; بالتعاون مع تاكافومي وادا، أسامي تاتشيبانا و ميغومي شيرايشي)
- سيراف النهاية: معركة ناغويا (منتج الموسيقى; بالتعاون مع تاكافومي وادا، أسامي تاتشيبانا وميغومي شيرايشي)
- كابانيري الحصن الحديدي
- ري:كرياتورز
- كنغدوم (الموسم الثالث; بالتعاون مع KOHTA YAMAMOTO)
- 86 (بالتعاون مع KOHTA YAMAMOTO)
- فانفير المراهقة
- سولو ليفلينج

### أوفا أنمي
- البدلة المتنقلة جاندام يونيكورن
- هجوم العمالقة: دفتر إلزي
- هجوم العمالقة: زوار مفاجئون
- هجوم العمالقة: محنة
- هجوم العمالقة: لا أسف
- هجوم العمالقة: الفتاتان الضائعتان

### أفلام أنمي
- سنغوكو باسارا: ذا لاست بارتي
- فيلم الإكسورسيست الأزرق
- الخطايا السبع المميتة: أسرى السماء (بالتعاون مع تاكافومي وادا)
- الخطايا السبع المميتة: الملعونون من قبل النور (بالتعاون مع KOHTA YAMAMOTO)
- البدلة المتنقلة جاندام ناريتيف
- البدلة المتنقلة جاندام: وميض هاثاواي
- كابانيري الحصن الحديدي: معركة أوناتو
- برومير
- فقاعة (فيلم 2022)

## أعماله في ألعاب الفيديو
- زينوبليد كرونيكلز X
- أتاك أون تايتن: هيومانيتي إن تشينز

## وصلات خارجية
- هيرويوكي ساوانو على موقع IMDb (الإنجليزية)
- هيرويوكي ساوانو على موقع ألو سيني (الفرنسية)
- هيرويوكي ساوانو على موقع ميوزك برينز (الإنجليزية)
- هيرويوكي ساوانو على موقع ميوزك برينز (الإنجليزية)
- هيرويوكي ساوانو على موقع أول موفي (الإنجليزية)
- هيرويوكي ساوانو على موقع ديسكوغز (الإنجليزية)
- هيرويوكي ساوانو على موقع ديسكوغز (الإنجليزية)
- هيرويوكي ساوانو على موقع قاعدة بيانات الفيلم (الإنجليزية)
- هيرويوكي ساوانو على موقع كينوبويسك (الروسية)
- هيرويوكي ساوانو على موقع ANN person (الإنجليزية)